# Ålhus
Ålhus – wieś w zachodniej Norwegii, w okręgu Sogn og Fjordane, w gminie Jølster. Wieś leży u ujścia rzeki Hegreneselva, na północnym  brzegu jeziora Jølstravatnet, wzdłuż europejskiej trasy E39. Ålhus znajduje się 15 km na zachód od centrum administracyjnego gminy Skei i około 8 km na wschód od miejscowości Vassenden. 
We wsi znajduje się kościół, który wybudowany został w XVIII wieku oraz ruiny kamiennego zamku o nazwie Audunborg wzniesionego w XIII wieku.

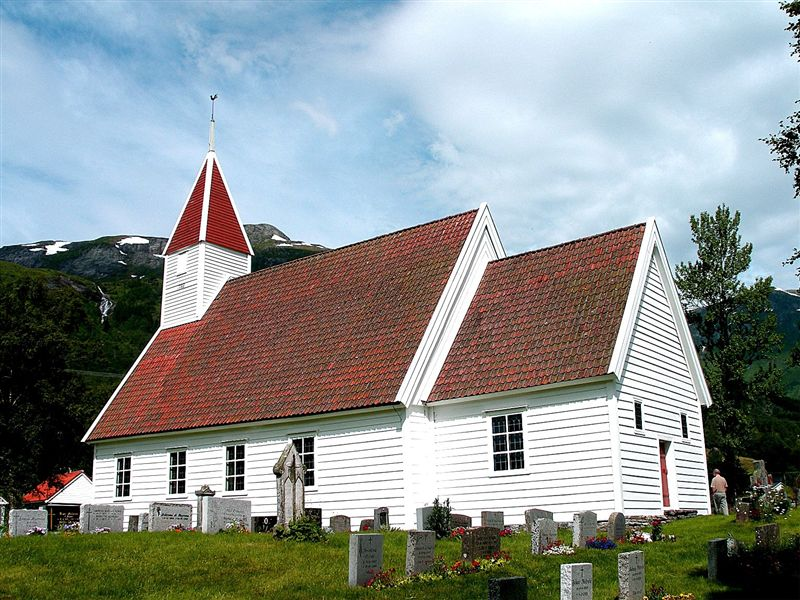
Kościół w Ålhus

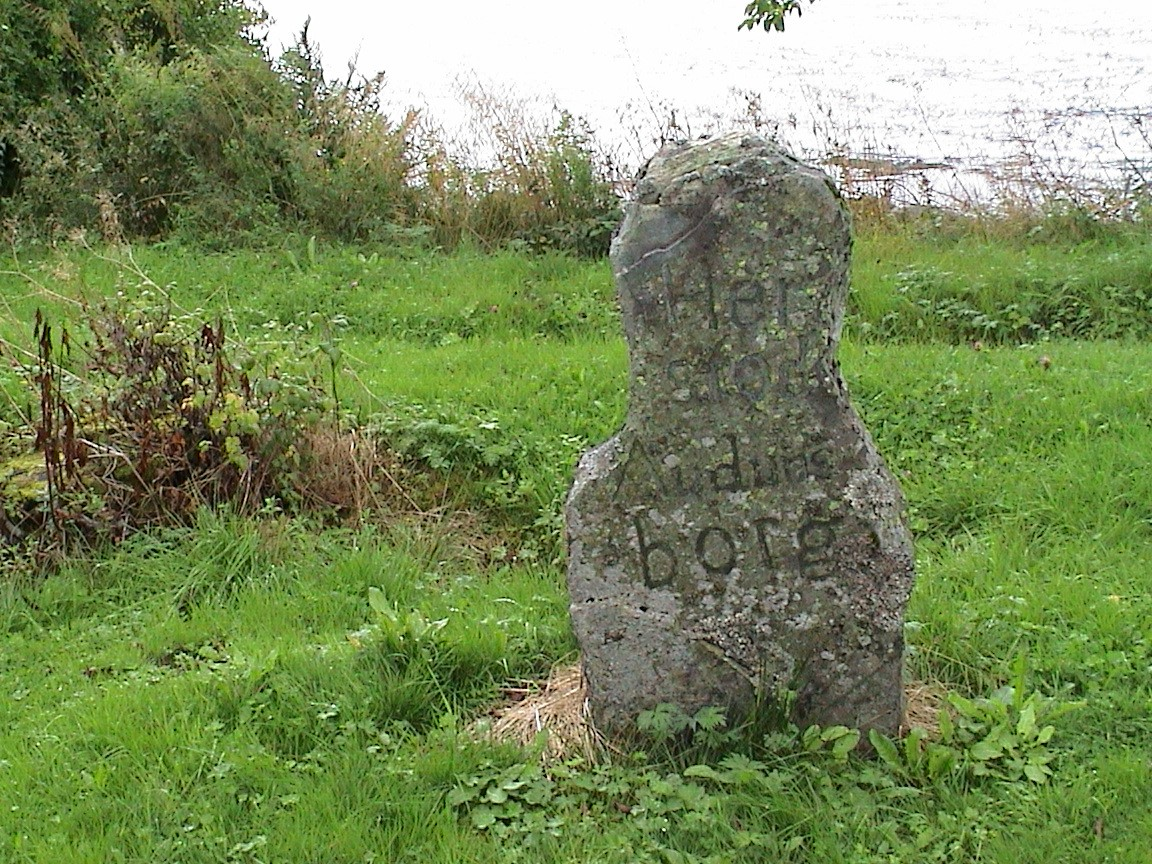
Pomnik na miejscu byłego zamku Audunborg